# Psychotria pandurata
Psychotria pandurata är en måreväxtart som beskrevs av Bernard Verdcourt. Psychotria pandurata ingår i släktet Psychotria och familjen måreväxter. Inga underarter finns listade i Catalogue of Life.